# Fabriciana paulasardonia
Fabriciana paulasardonia är en fjärilsart som beskrevs av Ruggero Verity 1950. Fabriciana paulasardonia ingår i släktet Fabriciana och familjen praktfjärilar. Inga underarter finns listade i Catalogue of Life.